# كومند
كومند (بالفارسية: کمند) هي مستوطنة تقع في Poshtkuh Rural District في إيران. يقدر عدد سكانها بـ 456 نسمة .